# Jobparade
Die Jobparade war eine von 1998 bis 2005 regelmäßig am 1. Mai in Schwerin stattfindende Demonstration der DGB-Jugend im DGB-Bezirk Nord gegen Ausbildungsplatzmangel, Jugendarbeitslosigkeit und Abwanderung. Die Geburtsstunde war 1997, als die DGB-Jugend die Frage stellte, wie die Probleme der Jugend mehr Aufmerksamkeit erregen können. Die Jobparade in Schwerin wurde 2006 zugunsten einer Großdemonstration gegen  Rechtsextremismus am 1. Mai in Rostock eingestellt. Die Veranstaltung, für die jährlich mit einer Teilnehmerzahl von rund 50.000 kalkuliert wurde, war regelmäßig Gegenstand einer Live-Übertragung seitens des NDR.